# Disney Channel (Turquie)
Disney Channel Turkey est la version turque de Disney Channel. La chaîne est diffusée depuis le 29 avril 2007 par le satellite puis depuis janvier 2012 en hertzien puis est arrêtée dix ans plus tard.

## Historique
Le 3 avril 2007, Disney annonce le lancement à partir du 29 avril de Disney Channel Turkey sur le satellite Digiturk.
Le 12 janvier 2012, Disney débute la diffusion en hertzien gratuit de la chaîne.  Le 28 octobre 2013, Disney Channel est désormais disponible en VOD en Turquie.